# Karim Sayad
Karim Sayad, né le 17 août 1984 à Lausanne, est un réalisateur suisse.

## Biographie

### Jeunesse et études
Fils d'une mère Suisse et d'un père algérien, Karim Sayad est né et a grandi à Lausanne. Il a étudié les relations internationales à l'Institut des hautes études internationales et du développement de Genève (IHEID).

### Carrière cinématographique
En 2012, Karim Sayad participe à la compétition des JCA, section des courts-métrages algériens avec un court métrage nommé "Avancer l'arrière" qui suit l'histoire d'un jeune homme de Sour El Ghozlane qui part à la recherche du tombeau de Takfarinas. En trame de fond, le récit aborde le malaise de la jeunesse de l'incompréhension et même la marginalisation de la jeunesse algérienne.
Il effectue ensuite un stage à Cinéforom, (Fondation romande pour le cinéma) qui lui donnera les moyens de réaliser un premier court-métrage Babor Casanova en 2015. Babor Casanova raconte l'histoire de Adlan, un jeune qui passe sa vie à faire des petits trafics pour gagner un peu d'argent qui lui permettra d'aller le weekend regarder les matchs de football du Mouloudia club d'Alger.
En 2017, Karim Sayad participe à la plateforme créative Qumra à Doha. Il est alors en train de préparer son premier long-métrage "Des moutons et des hommes".
"Des moutons et des hommes" raconte l'histoire de Habib un jeune qui entraîne un bélier nommé « El Bouq » afin de le faire gagner des combats de moutons. En parallèle, on suit Samir, qui lui, est vendeur de moutons. Ce film sera diffusé dans plusieurs festivals dans le monde comme le Canada au Toronto International Film Festival – TIFF Docs, au Brésil au Mostra Internacional del Cinema – Compétition Internationale et en Algérie aux Rencontres cinématographiques de Bejaïa, notamment.
En 2019, il tourne son deuxième long-métrage "Mon cousin anglais", un documentaire qui met en scène un homme algérien ayant migré en Angleterre et regrettant son pays natal.
Le long métrage 2G est sorti en 2023 et a été diffusé au Journées de Soleure ainsi qu'à la 36ème édition du Festival international du film documentaire d'Amsterdam. Il a été nommé pour le prix de la meilleure photographie au Swiss Film Award en 2024.

## Filmographie
- 2015: Babor Casanova (court métrage)[8]
- 2016: Des moutons et des hommes[9]
- 2019: Mon cousin anglais[10]
- 2023: 2G[11]

## Distinctions
Pour Babor Casanova :
- SPA International Competition Jury Award, DocLisboa – Compétition Internationale – Portugal, octobre 2015
- « Gian Paolo Paoli Award » For Best Ethno-Anthropological Film, Festival dei Popoli – Compétition Moyens Métrages, Italie, décembre 2015
- Prix Etudiant de la Jeunesse – Compétition Internationale, Festival International du Court-Métrage de Clermont-Ferrand – Compétition Internationale, France, Février 2016[8]

Pour Des moutons et des hommes : 
- Prix de Soleure, 53e Journée de Soleure, Suisse, Janvier 2018[9]